# Пакошево
Пакошево (мкд. Пакошево) је насеље у Северној Македонији, у северном делу државе. Пакошево припада општини Зелениково, која окупља југоисточна предграђа Града Скопља.

## Географија
Пакошево је смештено у северном делу Северне Македоније. Од најближег већег града, Скопља, насеље је удаљено 30 km југоисточно.
Насеље Пакошево је у оквиру историјске области Блатија, која се обухвата источни део Скопског поља. Насеље је смештено на левој обали Вардара, при његовом утоку у Тарску клисуру. Северно од насеља пружа се поље, док се јужно издиже планина Китка. Надморска висина насеља је приближно 230 метара.
Месна клима је измењена континентална са мањим утицајем Егејског мора (жарка лета).

## Становништво
Пакошево је према последњем попису из 2002. године имало 247 становника.
Претежно становништво у насељу су етнички Македонци (85%), а остало су Цигани (11%) и Срби (4%).
Већинска вероисповест је православље.

## Познате личности
- Стојко Аћимовић, учитељ.